# Brennerstraße
De Brennerstraße (B182) is een Oostenrijkse weg die over een lengte van ruim 36 kilometer in noordzuidelijke richting loopt en naast de Brenner Autobahn (A13) een alternatief vormt om vanuit Innsbruck de Brennerpas te bereiken. De weg loopt vanaf de Graßmayrkreuzung met de Innsbrucker Straße (B174) in Innsbruck door het Wipptal, over de Stephans- en onder de Europabrücke door, langs Schönberg im Stubaital, Mühlbachl, Matrei am Brenner, Steinach am Brenner en Gries am Brenner tot aan de pashoogte van eerdergenoemde bergpas. Aldaar gaat de weg op Italiaans grondgebied verder als SS12.

## Geschiedenis
De Brennerpas was reeds in de middeleeuwen de meestgebruikte Alpenpas, wat ertoe heeft geleid dat de straat over de bergpas meerdere malen is verlegd. Aartshertog Ferdinand II van Tirol liet de naar de Brenner voerende straat tussen 1582 en 1584 verleggen over de Schönberg, omdat de oude straat te steil bleek te zijn en velen de voorkeur gaven aan het traject van de Ellbögener Straße (waar thans de L38 gelegen is). Omdat Innsbruck sterk afhankelijk werd van de handel over de Brennerpas, liet keizerin Maria Theresia de weg in 1777 uitbouwen tot een straat die het gehele jaar berijdbaar was. Het huidige traject tussen Innsbruck en Schönberg werd reeds tussen 1836 en 1844 geconstrueerd, om op 1 november 1844 voor het verkeer te worden vrijgegeven.
De Brenner-Straße behoorde tot de Bundesstraßen, de rijkswegen die bij wet van 8 juli 1921 als dusdanig werden betiteld. Tot 1938 werd de Brenner-Straße als B66 aangeduid. Na de Anschluss werd de Brenner-Straße tot 1945 onderdeel van de Rijksweg 2.
Sinds 1 januari 1973 begint de Brenner Straße niet meer in het stadscentrum, maar aan de Innsbrucker Straße. De naam van de weg werd per 15 mei 2002 gewijzigd in Brennerstraße.
B1 · 
B2 · 
B3 · 
B4 · 
B5 · 
B6 · 
B7 · 
B8 · 
B9 · 
B10 · 
B11 · 
B12 · 
B13 · 
B14 · 
B15 · 
B16 · 
B17 · 
B18 · 
B19 · 
B20 ·  
B21 · 
B22 · 
B23 · 
B24 · 
B25 · 
B26 · 
B27 · 
B28 · 
B29 · 
B30 · 
B31 · 
B32 · 
B33 · 
B34 · 
B35 · 
B36 · 
B37 · 
B38 · 
B39 · 
B40 · 
B41 · 
B42 · 
B43 · 
B44 · 
B45 · 
B46 · 
B47 · 
B48 · 
B49 · 
B50 · 
B51 · 
B52 · 
B53 · 
B54 · 
B55 · 
B56 · 
B57 · 
B58 · 
B59 · 
B60 · 
B61 · 
B62 · 
B63 · 
B64 · 
B65 · 
B66 · 
B67 · 
B68 · 
B69 · 
B70 · 
B71 · 
B72 · 
B73 · 
B74 · 
B75 · 
B76 · 
B77 · 
B78 · 
B79 · 
B80 · 
B81 · 
B82 · 
B83 · 
B84 · 
B85 · 
B86 · 
B87 · 
B88 · 
B89 · 
B90 · 
B91 · 
B92 · 
B93 · 
B94 · 
B95 · 
B96 · 
B97 · 
B98 · 
B99 · 
B100 · 
B105 · 
B106 · 
B107 · 
B108 · 
B109 · 
B110 · 
B111 · 
B113 · 
B114 · 
B115 · 
B116 · 
B117 · 
B119 · 
B120 · 
B121 · 
B122 · 
B123 · 
B124 · 
B125 · 
B126 · 
B127 · 
B129 · 
B130 · 
B131 · 
B132 · 
B133 · 
B134 · 
B135 · 
B136 · 
B137 · 
B138 · 
B139 · 
B140 · 
B141 · 
B142 · 
B143 · 
B144 · 
B145 · 
B146 · 
B147 · 
B148 · 
B149 · 
B150 · 
B151 · 
B152 · 
B153 · 
B154 · 
B155 · 
B156 · 
B158 · 
B159 · 
B160 · 
B161 · 
B162 · 
B163 · 
B164 · 
B165 · 
B166 · 
B167 · 
B168 · 
B169 · 
B170 · 
B171 · 
B172 · 
B173 · 
B174 · 
B175 · 
B176 · 
B177 · 
B178 · 
B179 · 
B180 · 
B181 · 
B182 · 
B183 · 
B184 · 
B185 · 
B186 · 
B187 · 
B188 · 
B189 · 
B190 · 
B191 · 
B192 · 
B193 · 
B197 · 
B198 · 
B199 · 
B200 · 
B201 · 
B202 · 
B203 · 
B204 · 
B205 · 
B209 · 
B210 · 
B211 · 
B212 · 
B213 · 
B214 · 
B215 · 
B216 · 
B217 · 
B218 · 
B219 · 
B220 · 
B221 · 
B222 · 
B223 · 
B224 · 
B225 · 
B226 · 
B227 · 
B228 · 
B229 · 
B230 · 
B303 · 
B305 · 
B309 · 
B310 · 
B311 · 
B316 · 
B317 · 
B319 · 
B320